# Qin Shihung-di
Qin Shi Huangdi (n. 259 î.Hr., Handan⁠(d), Zhao⁠(d) – d. 210 î.Hr., Guangzong County⁠(d), Zhili⁠(d), Dinastia Qing) este primul împărat chinez, întemeietor al dinastiei chineze Qin, care a domnit între anii (221 - 210 î.Hr.). De la numele dinastiei Qin provine numele de astăzi al țării.

## Biografie

### Unificarea Chinei
Minor fiind, Qin Shi ocupă în anul 246 î.Hr., tronul regatului Qin din N-V Chinei, înfrânge și anexează începând din 238 î.Hr., succesiv în următoarele două decenii și jumătate, cele 6 regate care își disputau de peste trei veacuri hegemonia în China, încheind în 221 î.Hr. unificarea teritoriului chinez sub o singură autoritate, care avea să ducă la pacea și armonia dintre popoarele existente.

### Domnia împăratului Qin
Proclamat împărat, Qin impune cu o necruțătoare fermitate reforme vizând centralizarea statului chinez și unificarea sistemelor de măsuri și greutăți, a monedei, a scrierii, a legislației etc.). Lunga sa domnie aduce mii de victime (muncă forțată, executări în masă, taxe mărite, asuprirea populației, pedepse frecvente, torturi). Ba chiar era să fie victimă la un atentat de asasinare de către un mesager din regatul vecin, pe care l-a și cucerit.

### Moartea împăratului Qin
Despotul împărat, deși era puternic în China, neavând nici un rival, avea obsesia nemuririi. Îi era teamă de moarte și de aceea a căutat așa -zisul elixir al vieții, până la moartea sa. Mergea într-o caleașcă de aur, la plimbările sale zilnice.  Intr-o noapte de vară a anului 210 î.Hr., a murit în ea. La 4 ani de la moartea împăratului Qin, marile răscoale îl înlătură pe fiul și succesorul lui Qin.

## Marele zid Chinezesc
Pentru a opri înaintarea nomazilor (barbari) a poruncit să se ridice un zid(adica marele zid chinezesc). 10 milioane de muncitori (formați din țărani săraci) au muncit sub dogoarea soarelui, suferind de foame și oboseală. Dintre ei, au murit un milion datorită bolilor sau oboselii. Lungimea zidului este de 5785 km

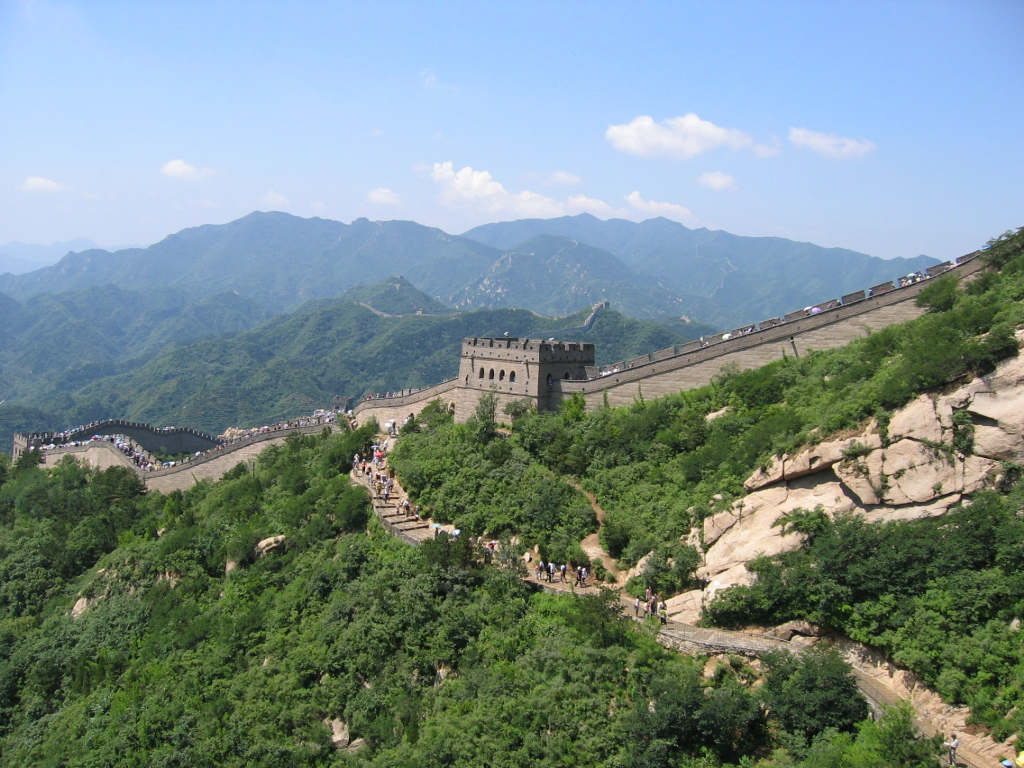
Marele zid chinezesc

## Mormântul
Qin a ordonat construirea mormântului său, în care era păzit de 7.000 soldați în mărime naturală, realizați din lut ars, devenit teracotă. Soldații mormântului său aveau lănci reale, care de luptă, respectiv cai de lut în mărime naturală. Mormântul împăratului se afla într-un palat subteran. Descoperirea ansamblului în 1978 a produs o vie emoție în lumea arheologiei.

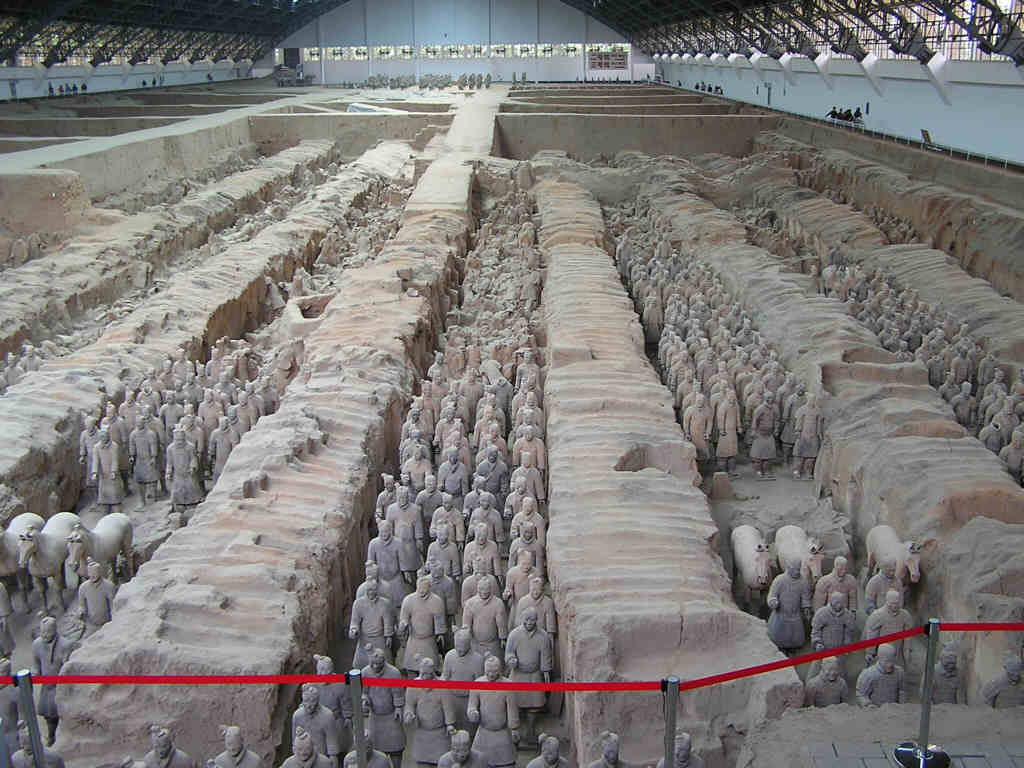
Armata din teracotă, păzind mormântul împăratului